# 삼협오의

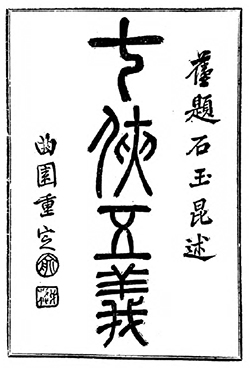

《삼협오의(三俠五義)》는 청나라 말기의 소설이다. 1879년 간행. 당시의 강석사(講釋師) 석옥곤(石玉崑, 자는 振之, 톈진 사람)의 강담필기(講談筆記). 전 120회.
송의 명재판관 포증(包拯)이 인종(仁宗)의 어머니의 무고(無辜)함을 밝히고, 또한 세 협인(三俠人, 실제는 4명)과 다섯 의적(義賊)을 감화시켜 조각(趙珏)의 모반을 염탐시켰다는 이야기로 등장인물도 포증, 인종 등을 제외하고는 가공 인물이며 이야기의 전개도 역사적 사실에서 빗나가고 있다. 그러나 한 사람의 걸출한 인물에 민간의 호걸을 배치하여 종횡으로 악을 퇴치한다는 것이 당시의 기호에 맞아 유행했다. 후에 유월(兪樾)이 인물을 첨가하고 사전(史傳)에 맞추어 《칠협오의(七俠五義)》로 고쳤으며, 《소오의(小五義)》 등 속작이 많다.